# 未央 (诗人)
未央（1930年3月11日—2021年9月26日），原名章开明，湖南省常德市临澧县人，中国共产党党员，中国人民解放军退伍军人，原湖南省作家协会，诗人。

## 生平
1930年3月11日，章开明出生在湖南省常德市临澧县。
1947年3月，章开明考入湖南省立第四师范学校，在校期间，他阅读了鲁迅、郭沫若、茅盾、巴金、冰心、艾青、丁玲等作家的作品。
1949年8月，章开明加入中国人民解放军，在部队从事文艺工作，曾到广西省（今广西壮族自治区）、云南省等地。
1950年10月，章开明跟随中国人民志愿军到朝鲜。
1953年2月，章开明以笔名“未央”在《人民日报》上发表的抒情诗《祖国，我回来了》。
1957年，未央被分配至湖北省武汉作家协会从事写作。
1960年，未央调到湖南省文学艺术界联合会从事写作，1980年，未央任湖南省文学艺术界联合会副主席、湖南省作家协会副主席，1985年升任湖南省作家协会主席。之后任湖南省作家协会名誉主席。1995年离休。
2021年9月26日，未央在湖南省长沙市因病去世。

## 作品
- 《祖国，我回来了》（诗集）
- 《杨秀珍》（长诗）
- 《假如我重活一次》（诗集）
- 《巨鸟》（小说集）

## 奖项
- 《假如我重活一次》，第一届全国诗歌奖[1]